# Kurt Ahrens
Kurt Ahrens, nemški dirkač Formule 1, * 19. april 1940, Braunschweig, Nemčija.

## Življenjepis
Ahrens je upokojeni nemški dirkač Formule 1. V svoji karieri je nastopil na štirih domačih dirkah, na Veliki nagradi Nemčije v sezoni 1966 in Veliki nagradi Nemčije v sezoni 1967 je odstopil, na Veliki nagradi Nemčije v sezoni 1968 je zasedel dvanajsto, na Veliki nagradi Nemčije v sezoni 1969 pa sedmo mesto.

## Popolni rezultati Formule 1
(legenda) (odebeljene dirke pomenijo najboljši štartni položaj, poševne pa najhitrejši krog, †-uvrščen kljub odstopu)
| Leto | Moštvo                 | Šasija            | Motor               | 1   | 2   | 3   | 4   | 5   | 6       | 7       | 8      | 9   | 10  | 11  | 12  | Prv | Toč |
| ---- | ---------------------- | ----------------- | ------------------- | --- | --- | --- | --- | --- | ------- | ------- | ------ | --- | --- | --- | --- | --- | --- |
| 1966 | Caltex Racing Team     | Brabham BT18 (F2) | Cosworth Straight-4 | MON | BEL | FRA | VB  | NIZ | NEM Ret | ITA     | ZDA    | MEH |     |     |     | -   | 0   |
| 1967 | Ron Harris Racing Team | Protos (F2)       | Cosworth Straight-4 | JAR | MON | NIZ | BEL | FRA | VB      | NEM Ret | KAN    | ITA | ZDA | MEH |     | -   | 0   |
| 1968 | Caltex Racing Team     | Brabham BT24      | Repco V8            | JAR | ŠPA | MON | NIZ | BEL | FRA     | VB      | NEM 12 | KAN | ITA | ZDA | MEH | -   | 0   |
| 1969 | Ahrens Racing Team     | Brabham BT30 (F2) | Cosworth Straight-4 | JAR | ŠPA | MON | NIZ | FRA | VB      | NEM 7   | KAN    | ITA | ZDA | MEH |     | -   | 0   |